# Spring Valley (Wisconsin)
Spring Valley is een plaats (village) in de Amerikaanse staat Wisconsin, en valt bestuurlijk gezien onder Pierce County en St. Croix County.

## Demografie
Bij de volkstelling in 2000 werd het aantal inwoners vastgesteld op 1189. In 2006 is het aantal inwoners door het United States Census Bureau geschat op 1272, een stijging van 83 (7,0%).

## Geografie
Volgens het United States Census Bureau beslaat de plaats een oppervlakte van 11,6 km², waarvan 9,7 km² land en 1,9 km² water. Spring Valley ligt op ongeveer 277 m boven zeeniveau.

## Plaatsen in de nabije omgeving
De onderstaande figuur toont nabijgelegen plaatsen in een straal van 20 km rond Spring Valley.